# Rhegmoclemina teretis
Rhegmoclemina teretis är en tvåvingeart som beskrevs av Cook 1971. Rhegmoclemina teretis ingår i släktet Rhegmoclemina och familjen dyngmyggor. Inga underarter finns listade i Catalogue of Life.